# Clarence Brannum
Clarence Doyle Brannum (Winfield, 28 maggio 1926 – Leesburg, 9 ottobre 2000) è stato un cestista statunitense, professionista nella NPBL.

## Carriera
Dopo la carriera universitaria a Kansas State venne selezionato dai Tri-Cities Blackhawks al terzo giro del Draft NBA 1950, con la 26ª scelta assoluta.
Disputò una stagione nella NPBL con gli Sheboygan Red Skins, giocando 31 partite con 5,6 punti di media.